# Індіра Радич
Індіра Радич (серб. Индира Радић, босн. Indira Radić) (14 червня 1966, Драгаловци, Соціалістична Республіка Боснія і Герцеговина, СФРЮ) — боснійсько-сербська поп, турбо-фолк співачка.

## Життєпис
Індіра Радич народилася в селі Драгаловци недалеко від міста Добой. Вона була названа на честь Прем'єр-міністр Індії Індіри Ганді. Її батьки вже у дитинстві помітили її талант до співу, тому з раннього віку Індіра брала участь у багатьох музичних конкурсах. Після закінчення початкової школи, вона поступила в медичну школу у Добої, перед початком працювала медсестрою протягом трьох років у Младен Стоянович лікарня в Загребі. Тим не менш, вона вважала, що її найбільша любов — це музика.

## Дискографія
- Nagrada i kazna (1992)
- Zbog tebe (1993)
- Ugasi me (1994) with Južni Vetar
- Idi iz života moga (1995)
- Krug (1996)
- Izdajnik (1997)
- Voliš li me ti (1998)
- Milenijum (2000)
- Gde ćemo večeras (2001)
- Pocrnela burma (2002)
- Zmaj (2003)
- Ljubav kad prestane (2005)
- Lepo se provedi (2007)
- Heroji (2008)
- Istok, sever, jug i zapad (2011)